# Pong Lang

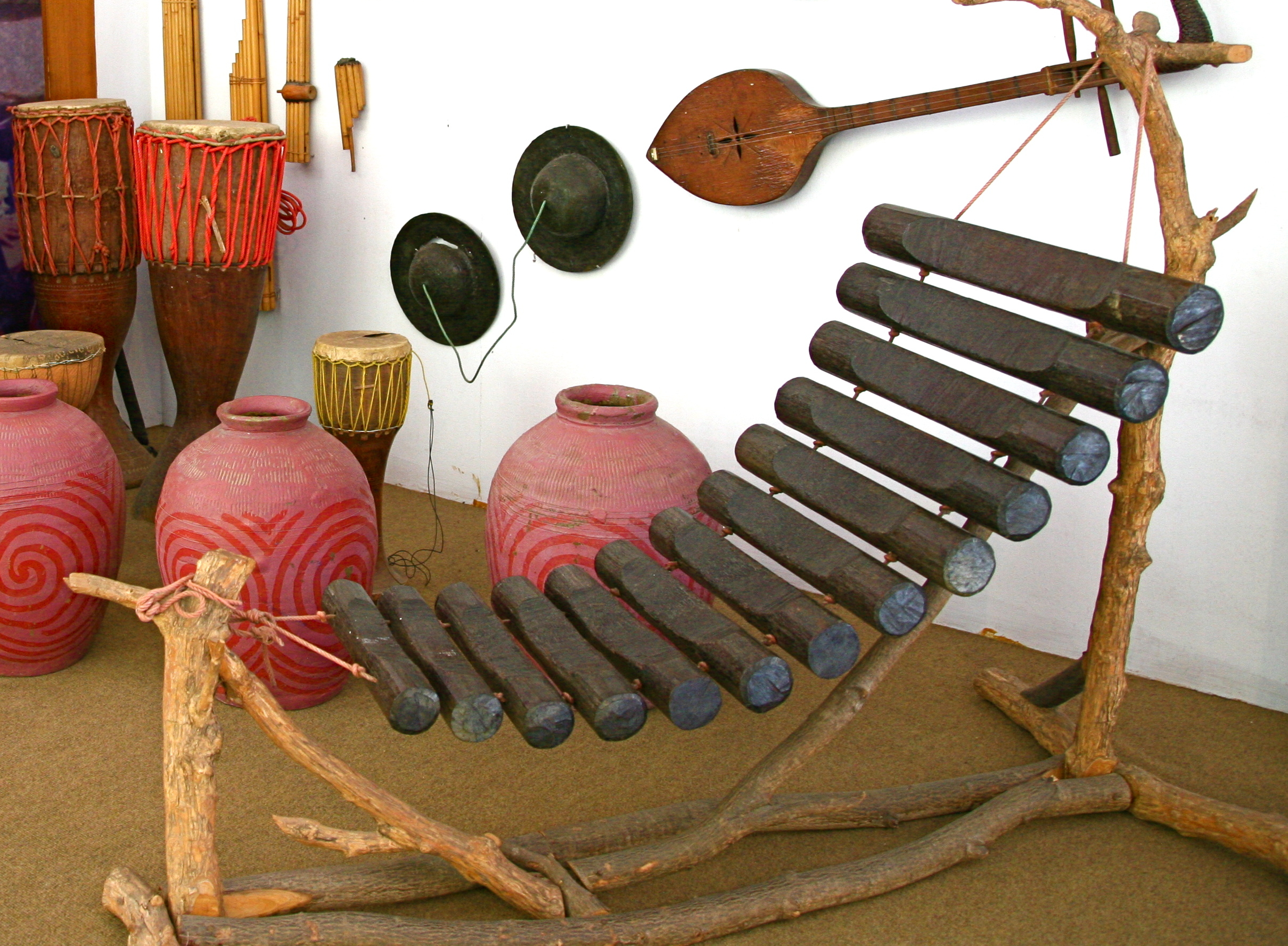
Pong Lang

Pong lang (thailändisch โปงลาง) ist ein Xylophon aus Hartholzplatten, das in der Region Isan im Nordosten Thailands gespielt wird. 
Das pong lang besteht aus 7 bis 14 Klangplatten, die parallel an zwei Schnüren aufgereiht und annähernd senkrecht aufgehängt sind. Anstelle der früher üblichen Aufhängung an einem Baum wird das Xylophon für den konzertanten Gebrauch heute mit der größten Klangplatte oben an ein Pfostengestell und mit der kleinsten Platte unten an dessen Standplatte befestigt, so dass die Plattenreihe in Form einer Kettenlinie durchhängt. Gespielt wird mit zwei Hartholzschlägeln.
Das Instrument wird zur Unterhaltung solo oder in einem Ensemble gespielt, meist zusammen mit der Mundorgel khaen, der gezupften Langhalslaute phin, der großen Bechertrommel klong hang, der Zimbel sing und den Gegenschlagstäben kap kaep. Es ist besonders beliebt in der Provinz Kalasin.